# 哲古镇
哲古镇，是中华人民共和国西藏自治区山南市措美县下辖的一个乡镇级行政单位。

## 行政区划
哲古镇下辖以下地区：
哲古社区、宗宗村、卡珠村、扎杂村和卓德村。